# Herkunftssicherungs- und Informationssystem für Tiere
Das Herkunftssicherungs- und Informationssystem für Tiere (abgekürzt HI-Tier oder HIT) ist ein Datenerfassungs- und -austauschsystem, in das in Deutschland Halter von Schafen, Ziegen, Schweinen, Rindern und Pferden sowie deren Bestandsveränderungen, insbesondere Bewegungen zwischen Betrieben gemeldet werden müssen.
Es diente zunächst der Umsetzung von Anzeige- und Registrierungspflichten der Tierhalter nach der Viehverkehrsverordnung und dabei vor allem der Rückverfolgbarkeit von aus diesen Tieren gewonnenen Lebensmitteln, also der Lebensmittelsicherheit; weiter dient es der Umsetzung der Mitteilungspflichten nach Arzneimittelgesetz über den Einsatz von Tierarzneimitteln (TAM), insbesondere Antibiotika.  

Betrieben wird die Datenbank vom Bayerischen Staatsministerium für Ernährung, Landwirtschaft, Forsten und Tourismus (StMELF). Die zuständigen Behörden, also die örtlichen Lebensmittelüberwachungs- und Veterinärämter, können die so gesammelten Daten zur Erfüllung ihrer Aufgaben einsehen und verwerten.
Meldungen können per Postkarte, per Telefon oder durch Eingabe im Internetportal durchgeführt werden. Meldepflichtig sind die Halter wie  Landwirte, Viehhändler und Schlachthöfe; ihnen ist eine Betriebsnummer zugeordnet.

Zur Kennzeichnung werden bei Kälbern und Lämmern direkt nach der Geburt zwei Lebendohrmarken mit identischer individueller Registrierungsnummer eingezogen. Diese hat in der EU das Format DE 05 999 99 999, wobei hier das Kürzel DE für Deutschland und die ersten beiden Ziffern 05 für das Bundesland (hier Nordrhein-Westfalen) stehen. Alternativ ist eine Kennzeichnung mit einer Ohrmarke und zusätzlich einem Transponder erlaubt.
Durch Tierhalter müssen innerhalb von sieben Tagen folgende Daten an die HIT übermittelt werden:
- Geburtsmeldung: Lebendohrmarkennummer (LOM), Geburtsdatum, Rasse, Geschlecht, Vater und Muttertier. Daraufhin wird ein Eintrag in die Datenbank getätigt und ein Stammdatenblatt mit diesen Daten erstellt.
- Bei Abgang wird die Abgangsart (Verkauf, Tod, Schlachtung) sowie das Datum des Abgangs durch den Erwerber gemeldet. Ebenso müssen Importe und Exporte gemeldet werden.

Seit Juli 2014 müssen durch den Halter auch sämtliche medikamentösen Behandlungen an die Datenbank gemeldet werden.
Verstöße gegen diese Meldepflichten sind Cross Compliance relevant; werden sie bei einer Betriebskontrolle festgestellt, ist ein Abzug bei den Direktzahlungen zu erwarten. Verstöße gegen Melde- bzw. Registrierungspflichten können außerdem eine Ordnungswidrigkeit darstellen.